# The Miniaturist (miniserie)
The Miniaturist is een Britse historische miniserie gebaseerde op de gelijknamige novelle van Jessie Burton uit 2014. De miniserie bestaat uit twee delen en werd op 26 en 27 december voor het eerst uitgezonden op BBC One.

## Synopsis
In het 17de-eeuwse Amsterdam trouwt Nella Oortman met Johannes Brandt en trekt bij hem in. Zijn zuster Marin verzorgt het huishouden en behandelt Nella als een indringster. Van Johannes krijgt ze een poppenhuis en een adres waar ze spullen kan bestellen om erin te zetten. Als de bestellingen geleverd worden, zijn het altijd miniatuurversies van de meubelen van het huis of van de bewoners en er worden ook niet-bestelde zaken geleverd.

## Rolverdeling
| Acteur               | Personage       |
| -------------------- | --------------- |
| Anya Taylor-Joy      | Nella Brandt    |
| Romola Garai         | Marin Brandt    |
| Alex Hassell         | Johannes Brandt |
| Hayley Squires       | Cornelia        |
| Paapa Essiedu        | Otto            |
| Emily Berrington     | Miniaturist     |
| Geoffrey Streatfeild | Frans Meermans  |
| Aislín McGuckin      | Agnes Meermans  |

## Productie
Hoewel de serie zich in Amsterdam afspeelt werd ze opgenomen in Leiden.